# Edmond Audran
Pour les articles homonymes, voir Audran.
Œuvres principales
- Le Grand Mogol (1876)
- La Mascotte (1880)
- Gillette de Narbonne (1882)
- Miss Helyett (1890)

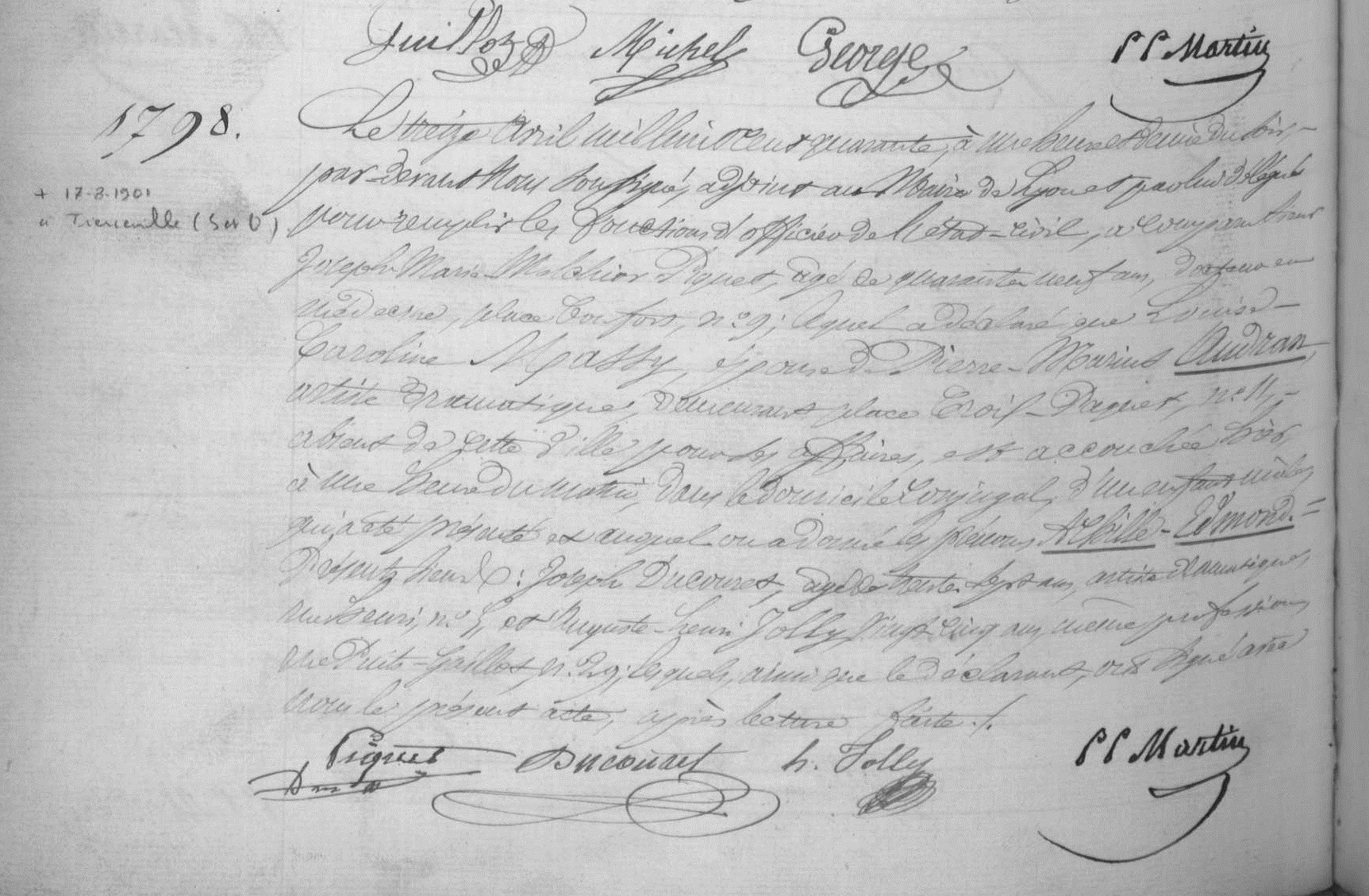
acte de naissance

Achille Edmond Audran est un compositeur français né le 12 avril 1840 à Lyon et mort le 17 août 1901 au hameau de Thierceville, à Bazincourt (Eure).
La Mascotte fut son plus grand succès parmi ses nombreuses œuvres.

## Biographie

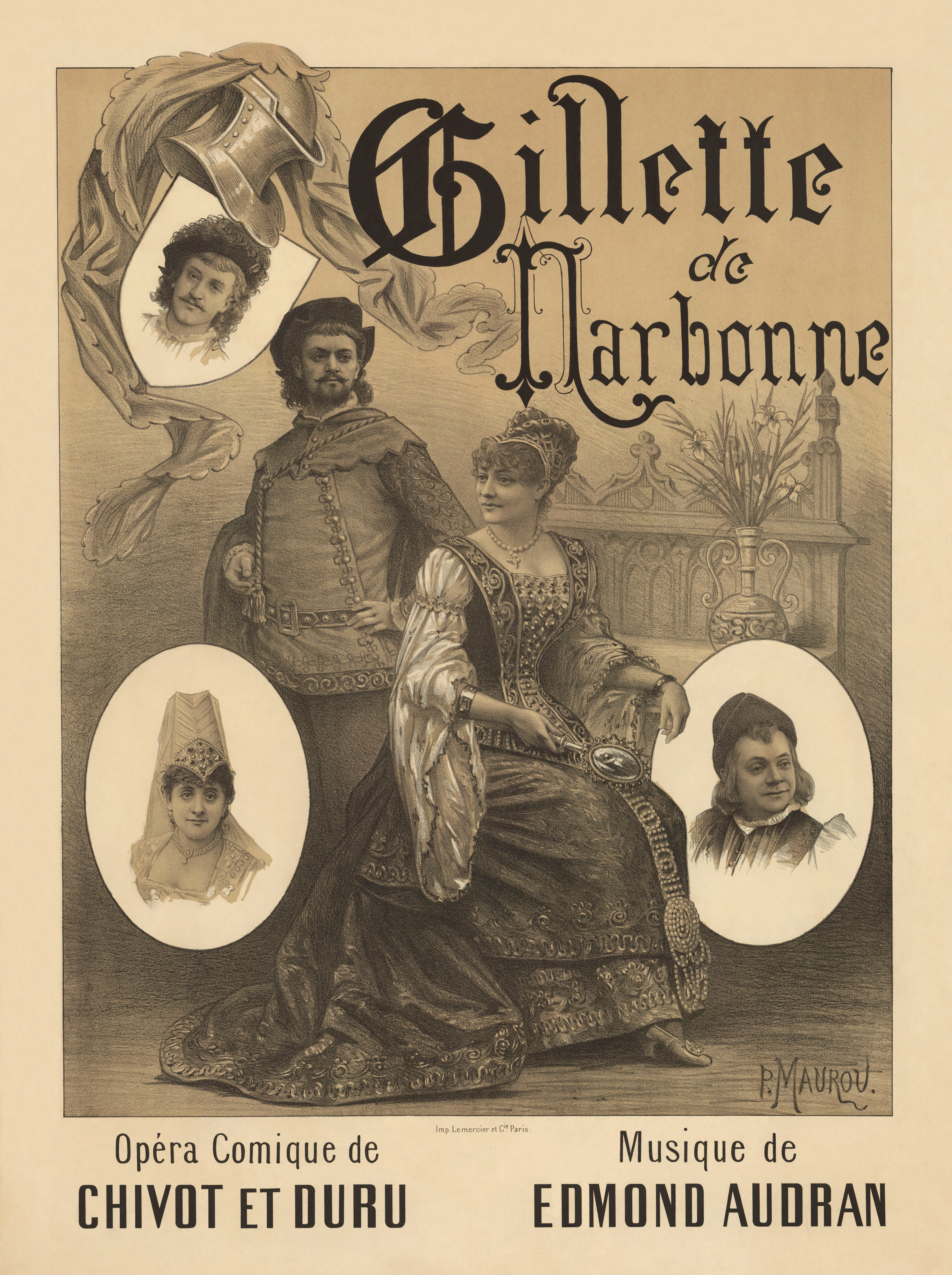
Affiche de Gillette de Narbonne, opéra de Edmond Audran sur un texte de Alfred Duru et Henri Chivot. Vers 1883.

Son père Marius Audran (1816-1887) était ténor à l'Opéra-Comique. Edmond Audran a étudié avec Jules Duprato la musique à l'École Niedermeyer. Il en a remporté le prix de composition en 1859. En 1861, sa famille s'installe à Marseille, où son père est devenu professeur de chant et, plus tard, directeur du conservatoire. Audran accepte le poste d'organiste de l'église de Saint-Joseph. Il l'occupera jusqu'en 1877. Pour cette église, il écrit de la musique religieuse dont une messe, en 1873 qui sera exécutée également à Paris, à l'église Saint-Eustache. Audran a composé une messe pour les funérailles du compositeur Giacomo Meyerbeer qui a connu un certain succès, diverses autres pièces sacrées dont un oratorio, La Sulamite (Marseille, 1876), ainsi que des chansons en dialecte provençal et de nombreuses pièces brèves. 
Il est cependant connu presque exclusivement comme compositeur d'opéras-comiques et d'opérettes. Sa première incursion dans le genre de la musique légère a lieu en 1862 avec L'Ours et le Pacha, composé pour un des vaudevilles d'Eugène Scribe. Vient ensuite La Chercheuse d'Esprit (1864), un opéra-comique, également produit à Marseille.  
Le succès en 1877 du Grand Mogol (un « grand opéra gai » pour Le Petit Journal et une « grande opérette » pour Le Figaro) lance définitivement sa carrière de compositeur d'opérette. Il s'agit de sa première collaboration avec ses librettistes Henri Chivot et Alfred Duru. 
Edmond Audran connaît son premier succès parisien avec Les Noces d'Olivette en 1879, année de son installation dans la capitale. Cette opérette est reprise durant plus d'un an au Strand Theatre (en) de  Londres (1880-1881) sous le titre Olivette et dans une traduction anglaise de Henry Brougham Farnie (en), à qui l'on doit la plupart des adaptations des œuvres d'Offenbach, Hervé, Lecocq et Planquette. 
Les œuvres d'Audran ont connu autant de faveur en France qu'en Angleterre, nombre d'entre elles ayant été adaptées en anglais. Parmi celles-ci, on peut citer :
- Le Grand Mogol (Marseille, 1876 ; Paris, 1884 ; Londres, 1884, sous le titre The Grand Mogul, version anglaise de H. B. Farnie)[3].
- Gillette de Narbonne (Paris, 1882 ; Londres, 1883 sous le titre Gillette)
- La Cigale et la Fourmi[4] (Paris, 1886 ; Londres, 1890 sous le titre La Cigale, version anglaise de F. C. Burnand)
- Miss Helyett (Paris, 1890 ; Londres, 1891, sous le titre Miss Decima, version anglaise de Burnand)
- La Poupée[5] (Paris, 1896 ; Londres, 1897).

Mais la plus connue aujourd'hui encore reste La Mascotte (Paris, 1880 ; Londres, 1881 sous le titre The Mascotte, version anglaise de H. B. Farnie) et son célèbre « duo des dindons et de moutons ».
Audran a été un des principaux successeurs de Jacques Offenbach dans le genre de l'opéra-bouffe et de l'opérette.
Edmond Audran a été inhumé le 20 août 1901 au cimetière de Montmartre (division 28).

## Œuvres principales
- La Chercheuse d'esprit[8] (1864)
- La Nivernaise (1866)
- Adieux à l'Hirondelle (1875)
- Le Grand Mogol (1877)
- Les Noces d'Olivette (1879)
- La Mascotte (1880)
- Gillette de Narbonne[9] (1882)
- Les Pommes d'or (1883)
- La Dormeuse éveillée (1883)
- Serment d'amour (1886)
- La Cigale et la fourmi (1886)
- La Fiancée des verts poteaux (1887)
- Le Puits qui parle (1888)
- La Petite Fronde (1888)
- La Fille à Cacolet (1889)
- L'Œuf rouge (1890)
- Miss Helyett (1890)
- L'Oncle Célestin (1891)
- Article de Paris (1892)
- La Sainte Freya (1892)
- Madame Suzette (1893)
- Mon Prince (1893)
- L'Enlèvement de la Toledad (1894)
- La Duchesse de Ferrare (1895)
- La Poupée (1896)
- Photis (1896)
- Monsieur Lohengrin (1896)
- Les Petites Femmes (1897)
- Les Sœurs Gaudichard (1898)

## Hommage
Une place à son nom est située devant l'église des Chartreux à Marseille, à l'emplacement de la station de métro du quartier.

## Sources
- Cet article est essentiellement une traduction de la version anglaise de Wikipédia, qui reprend le texte de l'Encyclopædia Britannica, onzième édition, une publication aujourd'hui dans le domaine public.
- R.  Traubner, Operetta: a Theatrical History, New York 1983.
- Bru Zane Mediabase[10].